# Gunnar Vilhelm Täckholm
Gunnar Vilhelm Täckholm (Estocolmo, 2 de febrero de 1891 - 24 de enero de 1933) fue un profesor, botánico y agrostólogo sueco. 

## Biografía
Sus padres fueron el orfebre Carl Wilhelm Täckholm y Elisabet Sofia Söder, que era de Egipto. Estudió botánica en la Universidad de Estocolmo y se graduó en 1913. 
Más tarde se casaría con su colega Vivi Laurent. Se trasladaron a Egipto, comenzando a trabajar en la Flora de Egipto. Durante la Primera Guerra Mundial trabajaron en la revista Husmodern de Estocolmo y luego de la guerra retornaron a Egipto.
Täckholm se doctoró en filosofía y fue profesor asociado en la Universidad de Estocolmo en 1922. Fue profesor de botánica en la Universidad de El Cairo entre 1925 y 1929 y profesor en la institución educativa Kungsholmen en Estocolmo desde 1931. 

## Publicaciones (selección)

### Libros
- vivi Täckholm, mohammed Drar, gunnar vilhelm Täckholm. 1973. Flora of Egypt...: cyperaceae, juncaceae.... Angiospermae, part monocotyledones. Volumen 2. Editor Otto Koelts Antiquariat, 547 pp.

- ---------------------, -----------------------, ---------------------------------------. 1954. Angiospermae, part Monocotyledones: Liliaceae - Musaceae. Volumen 3 de Flora of Egypt. Edición	reimpresa de Otto Koeltz, 644 pp. ISBN 3874290581

- ---------------------, -----------------------, ---------------------------------------. 1950a. Flora of Egypt. Volumen 2, Nº 17 de Bulletin, Cairo Jāmi'at al Qāhira. Editor Fouad I Univ. 332 pp.

- ---------------------, gunnar vilhelm Täckholm, jami'at fu'ad al-Awwal, kulliyat al-'Ulum, Ǧāmiʻa (al-Qāhira) kullīyat al-ʻUlūm. 1950b. Flora of Egypt: Angiospermae, part monocotyledones : cyperaceae, juncaceae. Volumen 2. Volumen 28 de Bulletin of the Faculty of Science, Cairo University. Editor Fouad I Univ. 547 pp.

- ---------------------, -----------------------, ---------------------------------------. 1941. Flora of Egypt. 1: Pteridophyta, Gymnospermae and Angiospermae, part Monocotyledones: Typhaceae - Gramineae. Volumen 1 y 17 de Bulletin of the Faculty of Science. Editor Fouad I Univ. 574 pp.

- gunnar vilhelm Täckholm. 1932. The Egyptian garden roses in Schweinfurth's Herbarium. Edición	reimpresa

- ---------------------------------------. 1922. Zytologische Studien über die Gattung Rosa. Editor Stockholm, 381 pp.

- ---------------------------------------, erik Söderberg. 1917. Über die Pollenentwicklung bei Annamomum nebst Erörterungen über die phylogenetische Bedeutung des Pollentyps (Desarrollo del polen en Annamomum además de discusiones sobre el significado filogenético del tipo de polen). Volumen 15, Nº 8 de Langenscheidt Expresskurs Niederländisch. Editor Almquist & Wiksell, 14 pp.

## Honores

### Epónimos
- (Rosaceae) Rosa tackholmii Hurst[1]
- La abreviatura «G.Täckh.» se emplea para indicar a Gunnar Vilhelm Täckholm como autoridad en la descripción y clasificación científica de los vegetales.[2]